# 탬버린

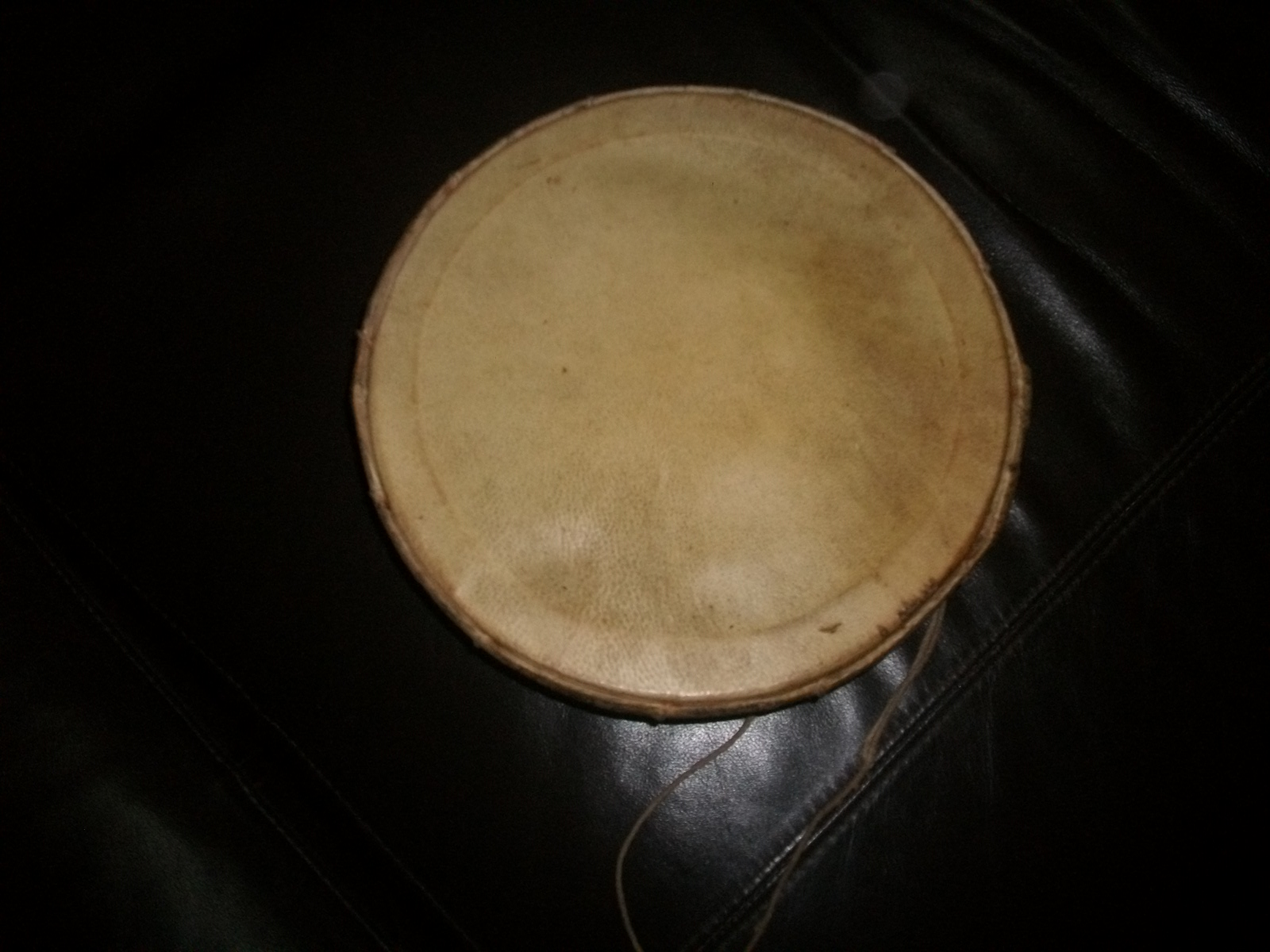
탬버린

탬버린(tambourine, 독일어: Tamburin, 프랑스어: tambour de Basque, 이탈리아어: tamburion)은 탐부린, 탐바린이라고도 하는 소형의 한쪽만 가죽막이 있는 북이다. 보통 직경 25cm 정도의 폭이 좁은 몸통틀의 한쪽에 가죽막을 씌운다. 몸통 틀에는 8~16개 정도의 구멍이 있어, 거기에 징글스라고 하는 한 벌씩의 엷고 작은 금속제의 원반이 붙어 있어 자유롭게 서로 부딪치어 울리게 되어 있다.
캐스터네츠와 같이 에스파냐, 이탈리아 남부의 민족무용에 쓰이는 악기이다. 19세기 이후, 남국풍의 분위기를 만들려고 오케스트라에서도 쓰이게 되었으나, 오늘날에 와서는 다만 이국 색채를 곁들인 악기로만이 아니라 표현력이 풍부한 순리듬악기로 오케스트라에 때때로 쓰인다.
이 밖에도 학교교육에서도 손쉬운 악기로 합주 등에 즐겨 쓰이고 있다. 주법은 다양하여 각각 명확하게 다른 효과를 낳지만 대표적인 주법에는 다음과 같은 것이 있다.

## 연주 방법
- 왼손에 몸통틀을 쥐고, 오른손 손바닥, 손가락, 손잔등 등 여러 부분으로 두들겨 연주한다. 이때 가죽의 울림소리와 동시에 징글즈가 울린다.
- 오른손 또는 왼손의 엄지손가락 끝으로 틀의 변두리를 따라 가죽면을 비벼 막과 징글즈의 양쪽 끝을 가늘게 진동시키어 트레몰로를 연주한다.
- 허공에서 흔들어 징글즈만의 트레몰로를 연주한다.
- 여러 가지의 북채를 써서 타주한다.

## 같이 보기
- 다프 (악기)
- 리크 (악기)
- 보란